# Eddy Cue
Eddy Cue (* Oktober 1964) ist ein US-amerikanischer Manager und als Senior Vice President bei Apple für die Onlinedienste der Firma verantwortlich.

## Karriere
Cue ist kubanischer Abstammung und wuchs im US-Bundesstaat Florida auf. Er studierte Informatik und Wirtschaft an der Duke University.
Nach dem Studium begann er 1989 bei Apple zu arbeiten, zunächst als Manager im Kundendienst und verschiedenen Softwareteams. Im Jahr 1998 war er an der Einführung von Apples Online Store, später am Entstehen des iTunes Music Stores beteiligt.
Seit August 2008 ist Cue neben iTunes auch für den App Store und für den Onlinedienst MobileMe (später iCloud) verantwortlich. Im September 2011 wurde Cue zum Senior Vice President ernannt. Nach der Entlassung von Scott Forstall im Herbst 2012 übernahm Cue zudem die Verantwortung für Apple Maps und Siri und ist damit für alle Onlinedienste von Apple verantwortlich.
Neben seinen Tätigkeiten bei Apple ist Cue Mitglied des Aufsichtsrates von Ferrari.